# Zingaro (film)
Zingaro (Gypsy Colt) è un film del 1954 diretto da Andrew Marton.
È un film drammatico a sfondo western statunitense con Donna Corcoran, Ward Bond e Larry Keating; è incentrato su una ragazzina separata dalla sua amata puledra.

## Produzione
Il film, diretto da Andrew Marton su una sceneggiatura di Martin Berkeley con il soggetto di Eric Knight, fu prodotto da William Grady Jr. e Sidney Franklin per la Metro-Goldwyn-Mayer.

## Distribuzione
Il film fu distribuito con il titolo Gypsy Colt negli Stati Uniti dal 2 aprile 1954 (première a Hollywood il 3 marzo 1954) al cinema dalla Metro-Goldwyn-Mayer.
Altre distribuzioni:
- in Portogallo il 12 agosto 1954 (Inseparáveis)
- in Danimarca il 18 ottobre 1954 (Ædelt blod)
- in Svezia il 1º novembre 1954 (Den svarta hästen)
- in Germania Ovest il 7 dicembre 1954 (Treue)
- in Belgio l'11 marzo 1955
- in Austria nell'aprile del 1955 (Treue)
- in Francia il 21 dicembre 1955 (Le Poulain noir)
- in Finlandia il 6 aprile 1956 (Musta karkuri)
- in East Germania il 26 ottobre 1985 (in TV)
- in Belgio (Le Poulain noir e Het zwarte veulen)
- in Italia (Zingaro)

## Critica
Secondo il Morandini il film è un "rifacimento camuffato in chiave ippica di Torna a casa, Lassie!" ed è diretto ad un pubblico di giovanissimi.
Anche secondo Leonard Maltin il film è una "tenera vicenda" ed è un remake di Torna a casa Lassie!.